# Nagorny
Pour les articles homonymes, voir Nagorny (homonymie).
Nagorny (Муниципальный округ Нагорный) est un district administratif du district administratif sud de Moscou, existant depuis 1991.
Il est traversé par la Varchavskoïe chosse (chaussée ou route de Varsovie). Dans la partie nord se concentrent en majorité des constructions industrielles, alors qu'il est constitué de zones résidentielles dans la partie sud. À la fin du XIXe siècle, les logements collectifs pour les travailleurs des usines Danilovski sont construits. Dans les années 1950-1960, l'urbanisation se poursuit de façon importante dans le district.

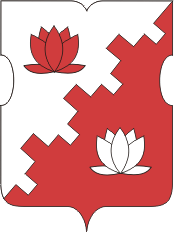
Armes du district
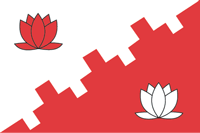
Drapeau du district